# Baudline
baudline  — це знаряддя для частотно-часового аналізу у обробці сигналів, який призначений для наукової візуалізації. Він працює на декількох Unix-подібних операційних системах та під X Window System. Baudline є корисним для переглядання спектрів у системі реального часу, збирання аналізів сигналів, створення тестових сигналів, вимірювання спотворення сигналу і відтворення аудіофайлів.

## Застосунки
- Акустичний криптоаналіз[5][6][7][8][9]
- Аналіз аудіокодекового стиснення[10][11]
- Аудіооброблення сигналу
- Біоакустичні дослідження
- Збирання даних
- Інфразвуковий моніторинг
- Музична акустика[12][13][14]
- Обробка сейсмічних даних
- SETI[15][16][17]
- Оборбка сигналів
- Software Defined Radio[18][19]
- Аналізатор спектру
- Приймання наддовгих радіохвиль[20]
- Вимірювання частот WWV[21][22]

## Можливості
- Перегляд спектрограм, спектральних густин, осцилограм та гістограм
- Перетворення Фур'є, кореляцій та растрової графіки
- Співвідношення сигнал/шум, КНС, SINAD, ENOB, вимірювання дистошину SFD
- Еквалайзер
- Функціональний генератор
- Цифровий перетворювач
- Відтворення аудіоефектів DSP у режимі, таких як контроль швидкості, зміна тону, зсуву частоти, об'ємне панорамування, фільтрації та посилення звуку
- Записування звуку з декількох каналів
- Підтримка JACK Audio Connection Kit
- Імпортування файлів AIFF, AU, WAV, FLAC, МР3, Ogg Vorbis, AVI, MOV та інших форматів

## Ліцензія
Бінарні файли Baudline є доступними для вільного завантаження. Бінарні файли можна використовувати для будь-яких цілей, проте їх заборонено розповсюджувати. Джерельний код доступний для купівлі під рядом ліцензій. Тим часом на вебсайті Baudline заявлено, що джерельний код має подвійну ліцензією, пропрієтарної та версію ліцензії GNU, джерельний код не виданий під цими подвійними ліцензіями та недоступний для завантажування на сайті програми чи будь-якому іншому місці.